# Cosmo Grühn
Cosmo Grühn (* 4. März 1998 in Freiburg im Breisgau) ist ein deutscher Basketballspieler.

## Werdegang
Grühn spielte ab 2012 im Nachwuchs des USC Freiburg. 2015 wurde er mit der USC-Herrenmannschaft Meister der Oberliga West und spielte gleichzeitig auch für den TV Freiburg-Herdern in der 2. Regionalliga. In der Saison 2015/16 war er mit einem Punktedurchschnitt vom 17,1 je Begegnung der beste Korbschütze des USC in der 2. Regionalliga.
Im Sommer 2016 wechselte er nach Frankfurt am Main, spielte bis 2020 für die zweite Herrenmannschaft der Skyliners Frankfurt in der 2. Bundesliga ProB (zeitweise als Mannschaftskapitän) sowie anfänglich auch in der Frankfurter Jugend. Mit der deutschen U18-Nationalmannschaft im 3x3-Basketball wurde er 2016 und 2017 jeweils Fünfter der Europameisterschaft.
Zur Spielzeit 2020/21 ging er zu den WWU Baskets Münster und nahm an der örtlichen Westfälische Wilhelms-Universität Münster ein Studium im Fach Rechtswissenschaft auf. 2022 gelang ihm mit Münster der Sprung in die 2. Bundesliga ProA, als die Mannschaft als Nachrücker aufstieg.

## Erfolge
- 2016: 5. Platz 3x3-U18-Europameisterschaft[12]
- 2017: 5. Platz 3x3-U18-Europameisterschaft
- 2021: 3. Platz in der 2. Basketball Bundesliga Pro B